# خوزه مانوئل کورال (بازیکن فوتبال)
خوزه مانوئل کورال (انگلیسی: José Manuel Corral؛ زادهٔ ۸ دسامبر ۱۹۵۲) بازیکن فوتبال است.